# Belize i olympiska sommarspelen 2016
Belize deltog med tre deltagare vid de olympiska sommarspelen 2016 i Rio de Janeiro. Ingen av landets deltagare erövrade någon medalj.

## Friidrott
Förkortningar
- Notera– Placeringar avser endast det specifika heatet.
- Q = Tog sig vidare till nästa omgång
- q = Tog sig vidare till nästa omgång som den snabbaste förloraren eller, i fältgrenarna, genom placering utan att nå kvalgränsen
- NR = Nationellt rekord
- N/A = Omgången fanns inte i grenen
- Bye = Idrottaren behövde inte tävla i omgången

Bana och väg
| Idrottare     | Gren                    | Heat     | Heat      | Semifinal        | Semifinal        | Final            | Final            |
| Idrottare     | Gren                    | Resultat | Placering | Resultat         | Placering        | Resultat         | Placering        |
| ------------- | ----------------------- | -------- | --------- | ---------------- | ---------------- | ---------------- | ---------------- |
| Brandon Jones | Herrarnas 200 meter     | 21,49 SB | 8         | Gick inte vidare | Gick inte vidare | Gick inte vidare | Gick inte vidare |
| Katy Sealy    | Damernas 100 meter häck | 15,79    | 7         | Gick inte vidare | Gick inte vidare | Gick inte vidare | Gick inte vidare |

## Judo
| Idrottare    | Gren                       | Omgång 1             | Omgång 2             | Kvartsfinaler        | Semifinaler          | Återkval             | Final / BM           | Final / BM       |                  |
| Idrottare    | Gren                       | Motståndare Resultat | Motståndare Resultat | Motståndare Resultat | Motståndare Resultat | Motståndare Resultat | Motståndare Resultat | Placering        |                  |
| ------------ | -------------------------- | -------------------- | -------------------- | -------------------- | -------------------- | -------------------- | -------------------- | ---------------- | ---------------- |
| Renick James | Herrarnas mellanvikt −90kg | Bye                  | Uera (NRU) L 000–100 | Gick inte vidare     | Gick inte vidare     | Gick inte vidare     | Gick inte vidare     | Gick inte vidare | Gick inte vidare |